# Río Gritos
El río Gritos es un río que discurre por la provincia de Cuenca, España, y uno de los afluentes, por la izquierda, del río Júcar, confluyendo con él en el pantano de Alarcón.
Anteriormente fue conocido como arroyo de la Cañada del Pinar.

## Nacimiento y curso

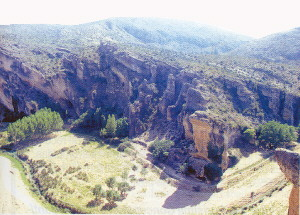
Hoz del río

Nace en las últimas estribaciones de la serranía de Cuenca, al este de la localidad de Olmeda del Rey, muy cerca del pueblo de Chumillas, en el paraje llamado Malpaso. Cruza después el término municipal de Las Valeras. Por último recoge las aguas del valle donde está enclavado el pueblo de Valverde del Júcar donde se une al río Júcar, ya en el embalse de Alarcón.
En la población de Valeria, municipio de Las Valeras, crea la Hoz del Río Gritos, sobre la que se asentó la muy importante ciudad romana de Valería, de la que se conservan ruinas en buen estado y de gran valor arqueológico.

## Afluentes
Por la derecha, el río Albaladejo se le une, aunque actualmente lo hace de facto al pantano de Alarcón.
Por la izquierda, el río Piqueras le tributa en las inmediaciones de la localidad de Valera de Abajo en el Encaño de la Bartola, donde, a su vez, se le unen el arroyo de la Hoz Melera, también conocido como río de la Vega, que nace cerca del propio río Gritos en la municipalidad de Chumillas.
Gran cantidad de arroyos, regueros y fuentes sin caudal importante se le unen a lo largo de todo su recorrido, además de los mencionados. Algunos de ellos son: arroyo de la Dehesa, reguero de Nicar, fuente de Valdelagua y arroyo de la Cañadilla.